# Radara obliquifasciata
Radara obliquifasciata är en fjärilsart som beskrevs av Moore 1882. Radara obliquifasciata ingår i släktet Radara och familjen nattflyn. Inga underarter finns listade.